# Joe B. Mauldin
Joseph Benson Mauldin, Jr. (ur. 8 lipca 1940 w Lubbock, zm. 7 lutego 2015 w Nashville) – amerykański kontrabasista i basista rockowy.

## Życiorys
W 1957 dołączył do zespołu The Crickets, w którym występowali Buddy Holly, Jerry Allison i Niki Sullivan. Zastąpił jako kontrabasista Dona Guessa. Odszedł z zespołu w 1960, powrócił jednak w 1976 i pozostawał aktywnym członkiem aż do śmierci 7 lutego 2015 z powodu raka.
Współpracowali z nim Brian Wilson i Phil Spector.
Został w prowadzony do West Texas Walk of Fame, Musicians Hall of Fame and Museum i w 2012 do Rock and Roll Hall of Fame.